# رزق

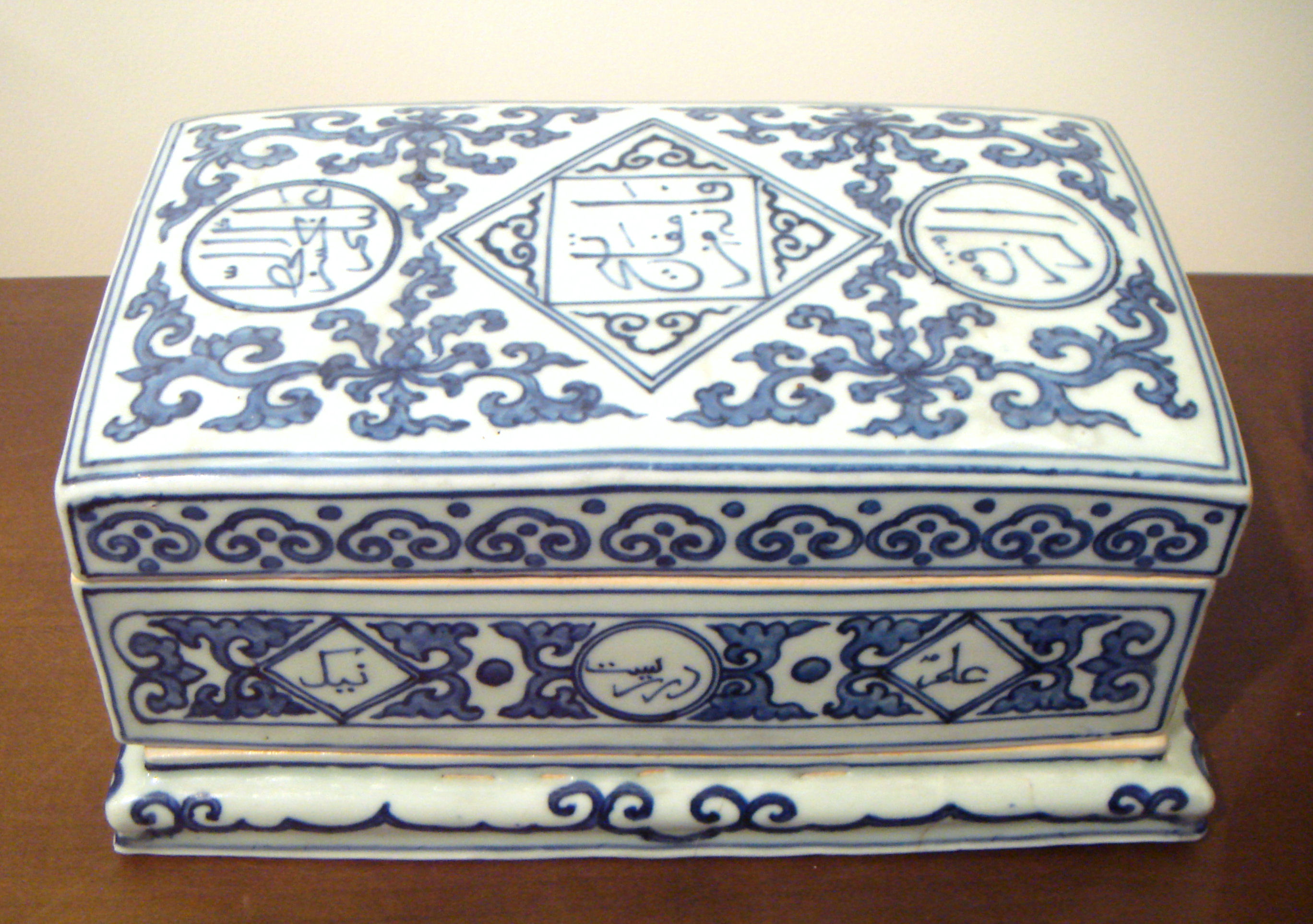
علبة من الخزف الصيني تعود لعهد الملك « جنقدو » مكتوب عليها « تعلموا الخط فإنه من مفاتيح الرزق »

الرزق اسم لما يسوقه الله إلى الحيوان فيأكله، فيكون متناولا للحلال والحرام. وقيل هو عبارة عن مملوك يأكله المالك، فعلى هذا لا يكون الحرام رزقا. وقيل هو ما قسم للعبد من صنوف ما يحتاج إليه مطعوما ومشروبا وملبوسا. وقيل ما يعطي المالك لمملوكه قدر ما يكفيه، وهو لا يزيد ولا ينقص بالترك.

## تعريف

### عند الأشاعرة
الرزق عند الأشاعرة ما ساقه الله تعالى إلى الحيوان فانتفع به بالتغذي أو غيره مباحا كان أو حراما، وهذا أولى من تفسيرهم بما انتفع به حي، سواء كان بالتغذي أو بغيره، مباحا كان أو حراما، لخلو هذا التفسير من معنى الإضافة إلى الله تعالى مع أنه معتبر في مفهوم الرزق. فالتعريف الأول هو المعول عليه عندهم. وبالجملة فهذان التعريفان يشتملان المطعوم والمشروب والملبوس وغير ذلك. ويرد على كليهما العارية إذ لا يقال في العرف للعارية إنه مرزوق. وقيل إنه يصح أن يقال إن فلانا رزقه الله تعالى العواري. وقال بعضهم الرزق ما يتربى به الحيوانات من الأغذية والأشربة لا غير، فيلزم على هذا خروج الملبوس والخلو عن الإضافة إلى الله تعالى.
وقيل هو ما يسوقه الله تعالى إلى الحيوان فيأكله، ويلزم خروج المشروب والملبوس. وإن أريد بالأكل التناول خرج الملبوس. وأيضا يلزم على هذين القولين عدم جواز أن يأكل أحد رزق غيره مع أن قوله تعالى: ﴿ومما رزقناهم ينفقون﴾ يدل على الجواز. وأجيب بأن إطلاق الرزق على المنفق مجاز عندهم لأنه بصدده، أي بصدد أن يكون رزقا قبل الإنفاق.
ولا يرد هذا على التعريفين الأولين لجواز أن ينتفع بالرزق أحد من جهة الإنفاق على الغير وينتفع به الآخر من جهة الأكل. فإطلاق الرزق على المنفق حقيقة عندهم.
وقولهم مباحا كان أو حراما في التعريفين ليس من تتمة التعريف. ولذا لم يذكر في التعريفين الأخيرين، بل إنما ذكر للتنبيه على الرد على المعتزلة القائلين بأن الحرام ليس برزق. فملخص التعريفين أن الرزق هو ما ساقه الله تعالى إلى الحيوان فانتفع به سواء كان متصفا بالحلة أو الحرمة أو لم يكن، فاندفع ما قيل من أنه يلزم عدم كون حيوان لم يأكل حلالا ولا حراما مرزوقا كالدابة، فإنه ليس في حقها حل ولا حرمة كذا يسنح بخاطري.

### عند المعتزلة
الرزق عند المعتزلة هو الحلال. ففسروه تارة بمملوك يأكله المالك، والمراد بالمملوك المجعول ملكا، بمعنى الإذن في التصرف الشرعي، وإلا لخلا التعريف عن معنى الإضافة إلى الله تعالى، وهو معتبر عندهم أيضا. ولا يرد خمر المسلم وخنزيره إذا أكلهما معه حرمتهما، فإنهما مملوكان له عند أبي حنيفة، فيصدق حد الرزق عليهما لأنهما ليسا من حيث الأكل مملوكين له. فقيد الحيثية معتبر. وتارة بما لا يمنع من الانتفاع به وذلك لا يكون إلا حلالا. ويرد على الأول أن لا يكون ما يأكله الدواب رزقا، إذ لا يتصور في حقها حل ولا حرمة، مع أن قوله تعالى: ﴿وما من دابة في الأرض إلا على الله رزقها﴾ يعمها. ويرد على التفسيرين أن من أكل الحرام طول عمره لم يرزقه الله أصلا، وهو خلاف الإجماع.

## تقسيم
قال صاحب مجمع السلوك في فصل أصول الأعمال في بيان التوكل:
«وقد قسم المشايخ الرزق إلى أربعة أقسام:
- الرزق المضمون: وهو ما يساق إليه من طعام وشراب وكل ما يؤمن له حد الكفاف. وهذا ما يقال له الرزق المضمون. ذلك لأن الله سبحانه قد ضمنه (للعباد): ﴿وما من دابة في الأرض إلا على الله رزقها ويعلم مستقرها ومستودعها كل في كتاب مبين﴾ (هود: 6).
- الرزق المقسوم: وهو ما قسم في الأزل وسجل في اللوح المحفوظ.
- الرزق المملوك: وهو ما اتخذه الإنسان من مدخرات مالية أو ملابس وأسباب مادية أخرى.
- الرزق الموعود: وهو ما وعد الله عباده الصالحين ﴿ومن يتق الله يجعل له مخرجا ويرزقه من حيث لا يحتسب﴾ (الطلاق: 15)

والتوكل إنما يكون في الرزق المضمون، أما في الأرزاق الأخرى فلا. وعليه ينبغي أن يؤمن بأن ما هو كفاف له فهو مقطوع بوصوله إليه فينبغي إذن عليه أن يتوكل على الله لهذه الجهة.»